# Enric Valor
Enric Valor i Vives (né à Castalla (province d'Alicante, Espagne) le 22 août 1911 et mort à Valence le 13 janvier 2000) est un écrivain et philologue espagnol connu pour ses importants travaux de lexicographie et de promotion de la standardisation et normalisation du valencien.

## Biographie
En 1987 il reçoit le prix d'honneur des lettres catalanes, ainsi que la Creu de Sant Jordi, distinction décernée par la Generalitat de Catalogne, en 1993.